# Калинник
Калинник (укр. Калинник) — село, относится к Свердловскому району Луганской области Украины. Под контролем самопровозглашённой Луганской Народной Республики.

## География
Село расположено на правом берегу реки под названием Верхнее Провалье (бассейн Северского Донца). Соседние населённые пункты: Маяк (выше по течению Верхнего Провалья) на западе, города Свердловск на юго-западе, Червонопартизанск на юге, село Зимовники на юго-востоке; сёла Провалье и Черемшино (ниже по течению Верхнего Провалья) на северо-востоке.

## Общие сведения
Почтовый индекс — 94851. Телефонный код — 6434.

## История
Образован в 1955 году, в 2009 включён в учётные данные как населённый пункт, присвоен код КОАТУУ 4424287706.

## Местный совет
94851, Луганская обл., Свердловский район, с. Провалье, ул. Центральная, 2